# USS Princeton (CV-37)
Pour les autres navires du même nom, voir USS Princeton et USS Valley Forge.
L’USS Princeton (CV-37) est un porte-avion de classe Essex de l'United States Navy.

## Histoire du service
Il participa à la guerre de Corée puis à la guerre du Viêt Nam avant d'être retiré du service en 1970 et mis à la ferraille en 1971.